# Brinckochrysa lauta
Brinckochrysa lauta is een insect uit de familie van de gaasvliegen (Chrysopidae), die tot de orde netvleugeligen (Neuroptera) behoort. 
Brinckochrysa lauta is voor het eerst wetenschappelijk beschreven door Esben-Petersen in 1927.